# Dammühle (Dahmetal)

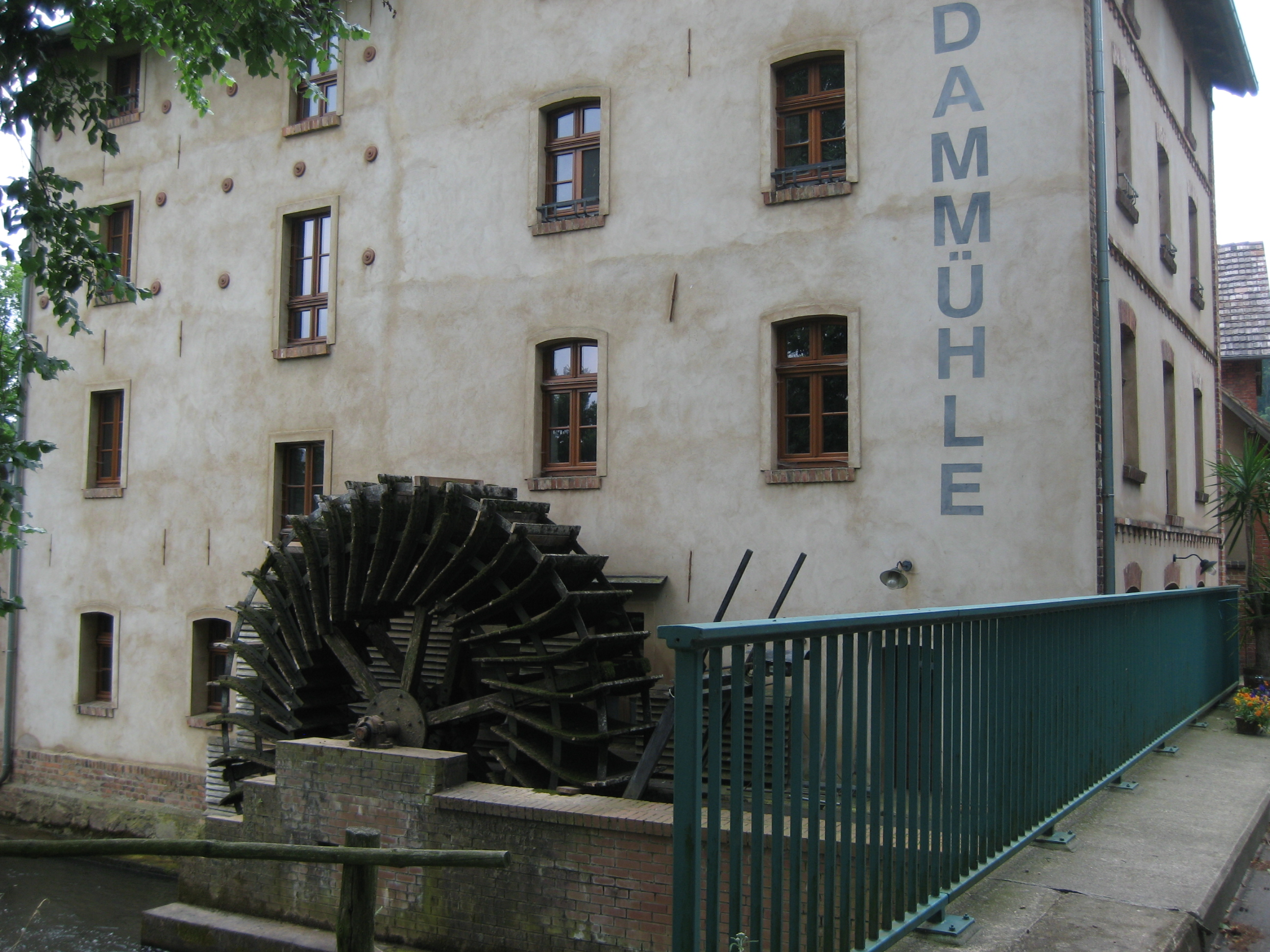
Die Dammühle in Wildau-Wentdorf

Die Dammühle (auch Dammmühle und Damm-Mühle) ist eine historische Wassermühle an der Dahme im Ortsteil Wildau-Wentdorf der Gemeinde Dahmetal im Landkreis Teltow-Fläming (Brandenburg). Die ehemalige Mühle ist eine der 18 historischen Wassermühlen an der Dahme und Station am Dahme Wassermühlen Rad- und Wanderweg. Sie ist wohl die älteste der Dahmemühlen und dürfte schon im 13. Jahrhundert entstanden sein. Eine erste urkundliche Nennung liegt von 1409 vor.

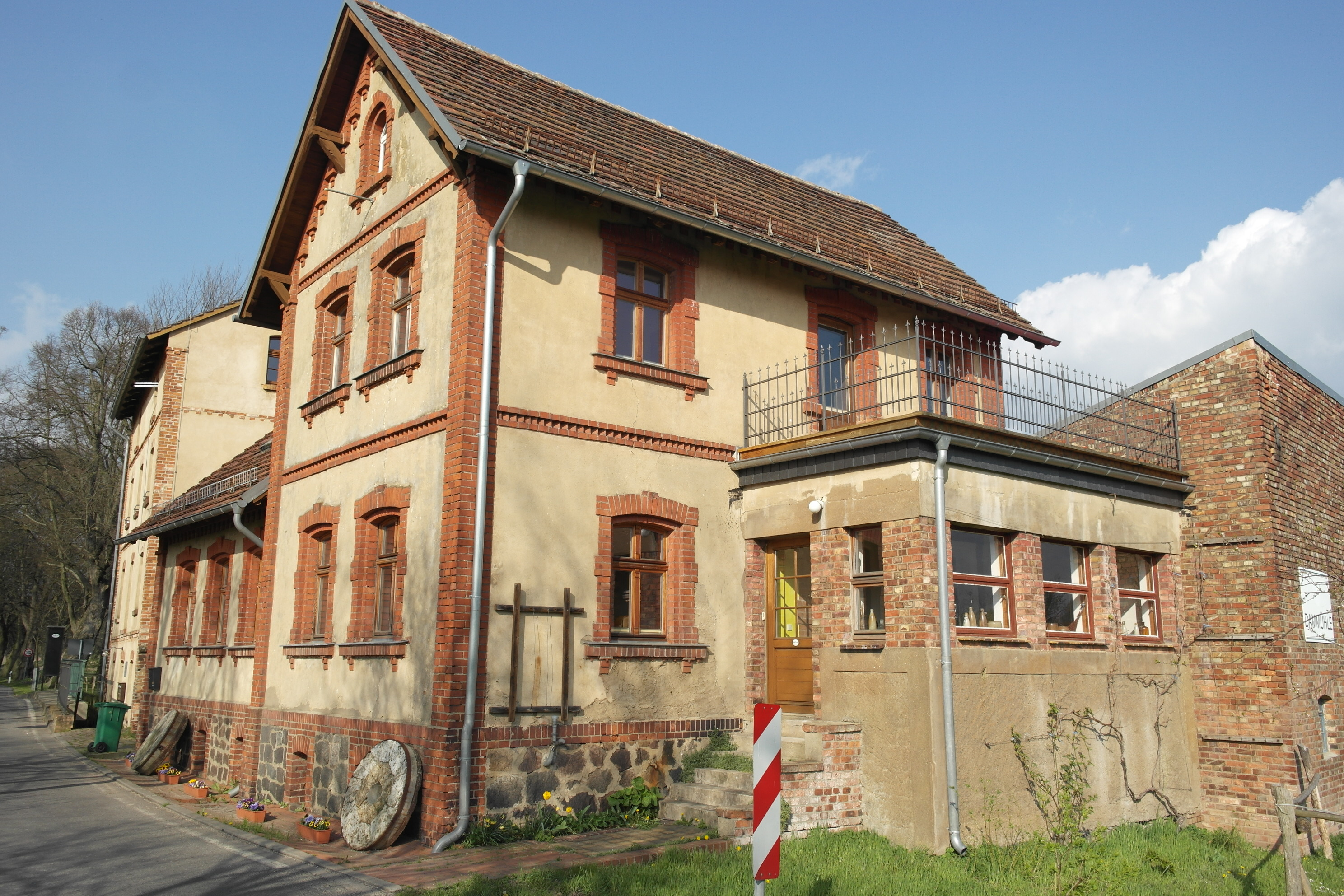
Wohnhaus der Dammühle

## Lage
Die Dammühle liegt am Ortsausgang von Wildau-Wentdorf an der Straße nach Drahnsdorf. Die Straße überquert das Dahmetal auf einem Damm. Die Dammühle liegt auf etwa 70 m ü. NHN.

## Geschichte
Anfang des 15. Jahrhunderts stiftete die Luckauer Familie Paserin (auch Paserini) ein geistliches Lehen (einen Altar und die Besoldung für einen Geistlichen in der Luckauer Stadtkirche). Diese Stiftung finanzierte sich u. a. durch Zinsen aus der Damm-Mühle in Wildau, so bereits 1409. Um 1690 erhielten die Brüder Hieronymus und Johann Caspar Paserin zu Luckau eine Bestätigung der Pächte aus der Dammühle in Wildau. Diese Zinsen an das geistliche Lehen der Familie Paserin waren bis um 1808 zu entrichten. Da in Wildau bis 1722 nur eine Wassermühle vorhanden war, kann diese Mühle sicher mit der Dammühle identifiziert werden.
1438 wurde der Kellner (= Kellermeister) des Erzbischofs von Magdeburg durch Geldhebungen aus Wildau und aus der Mühle in Wildau besoldet. 1453 bzw. 1466 wurde einem NN. Brand die Anwartschaft auf diese Abgaben eingeräumt.
Dietrich von Stauchwitz erhielt am 29. April 1527 vom Niederlausitzer Landvogt Heinrich Tunkel von Bernitzko die Bestätigung seiner Lehen: das Dorf Pitschen mit dessen Kirchlehen und der wüsten Dorfstätte Schlaberstorf. Weiter erhielt er die Belehnung für die von Heinrich von Luckowien gekauften Güter, zu Krossen einen freien Hof mit Äckern, Wiesen, Teichen, Büschen etc., sieben Bauern zu Krossen, sechs Bauern zu Wildau, und einen Bauern in Gießmannsdorf sowie weitere Zinsen, darunter 20 arg. von der Mühle in Wildau. Eine erneute Lehensbestätigung über dieselben Lehensstücke erhielten am 5. September 1527 die Brüder und Vettern Didolt, Hans und Dietrich von Stauchwitz; unter den Lehnstücken wurde auch wieder der Zins von der Mühle in Wildau in Höhe von 20 arg. genannt. 1543 belehnte der Niederlausitzer Landvogt Schlick den Hans von Glaubitz zu Casel u. a. mit zehn Scheffeln Korn von der Mühle in Wildau. Schon vor 1651 bis 1661 standen den von Klitzing Hebungen aus der Wildauer Mühle zu. 1651 waren dies sechs Scheffel Roggen. 1664 war die Mühle abgebrannt, da ein wüster Müller zu Wildau erwähnt wird. 1689 baute Peter Schulze die wüste Mühle wieder auf. Er musste insgesamt 18 Scheffel Korn an jährlicher Pacht bezahlen.

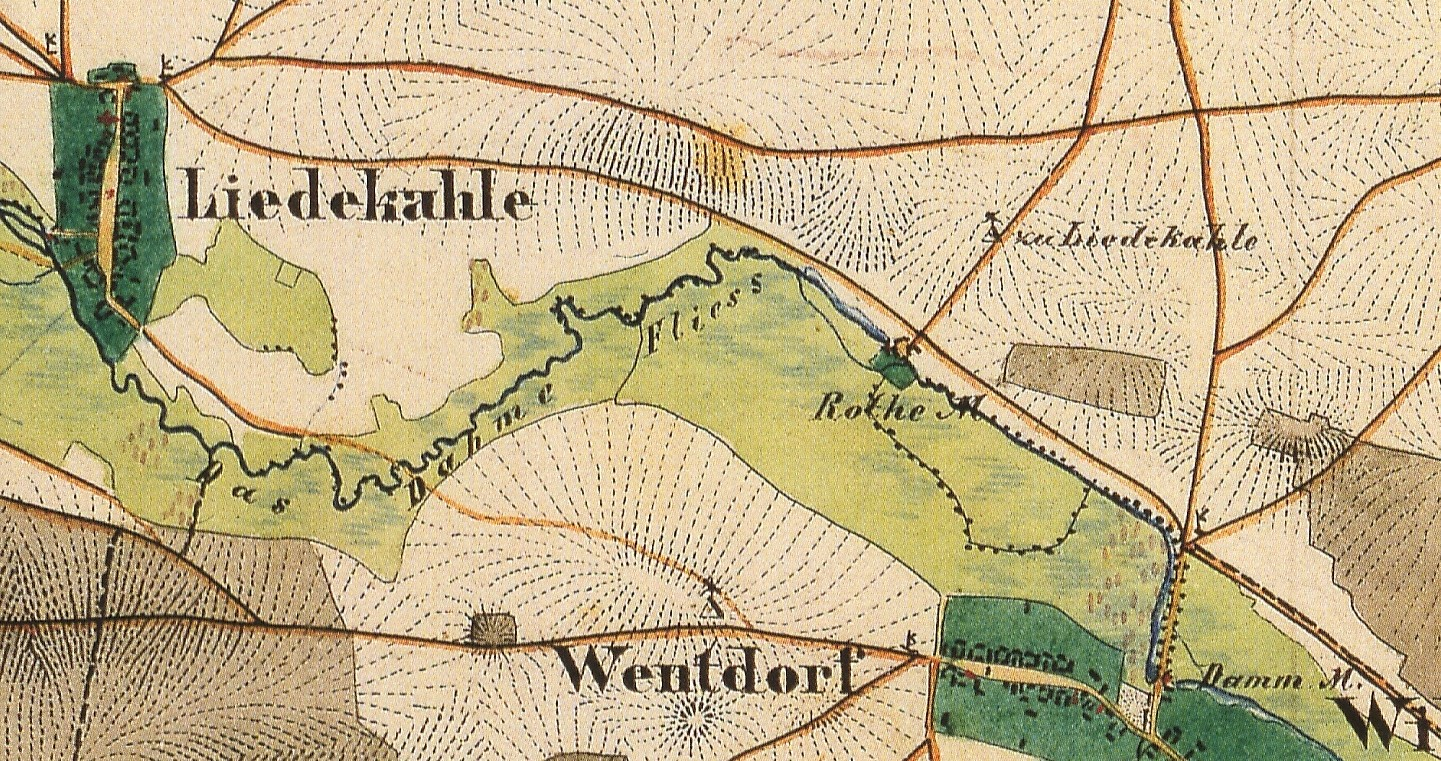
Liedekale, (Wildau-)Wentdorf, Rothemühle und Dammühle, Ausschnitt aus dem Urmesstischblatt 4047 Golßen von 1847

Für 1713 nennt das Historische Ortslexikon nur einen Wassermüller. 1722 werden dann zwei Wassermühlen erwähnt, die oberste die Dammühle genannt, die andere die Neumühle genannt. Die Dammühle findet sich auch im Schmettauschen Kartenwerk von 1767/87. Dort ist die Mühle unter der Abkürzung Dam. M. eingezeichnet. 1815/16 gab es schließlich drei Getreidewassermühlen in Wildau, zwei der Wassermühlen hatten auch einen Schneidegang. 1819 werden wiederum die drei Wassermahlmühlen genannt, aber nur noch eine Sägewassermühle. Die Sägemühle der Neumühle des Müllers Gotthelf Junker war um/vor 1818 abgebrannt. 1818 bat er um Erlaubnis die Schneidemühle wieder aufzubauen.
August Schumann nennt die Mühle 1826 Dammmühle.  August von Sellentin’s Topographisch-statistische Uebersicht des Regierungs-Bezirks Potsdam und der Stadt Berlin von 1841 führt Wildau mit Dammühle, Heidemühle und Neue Mühle auf. Er nennt aber keine separaten Einwohnerzahlen für die drei Mühlen. In der Ortschafts-Statistik des Regierungs-Bezirks Potsdam mit der Stadt Berlin von 1861 wird die
Damm-Mühle im Anschluss an Wildau erwähnt. Auch hier werden keine separaten Einwohnerzahlen angegeben.
Riehl und Scheu bezeichnen die Dammühle 1861 als Wassermühle mit amerikanischer Bauart, das heißt, sie hatte statt eines Wasserrades eine Francis-Turbine, die vom amerikanischen Ingenieur James B. Francis um/nach 1849 entwickelt worden war. Um diese Zeit war die Dammühle eine Mahl-, Öl- und Schneidemühle.
1885 galt Dammühle als Wohnplatz von Wildau, der 6 Einwohner hatte. Um/vor 1900 gehörte die Dammühle zum Gemeindebezirk Wildau, die Gemeinde Wildau zum Amtsbezirk Rosenthal. Separate Einwohnerzahlen für die Dammühle sind nicht angegeben.
1913 beantragte der Mühlenbesitzer Hermann Miecke in Dammmühle bei Wildau die Sicherstellung des Staurechts für die Stauanlage der Dammühle. 1925 hatte die Dammühle 7 Einwohner. Ende der 1960er Jahre wurde der Mühlenbetrieb eingestellt.

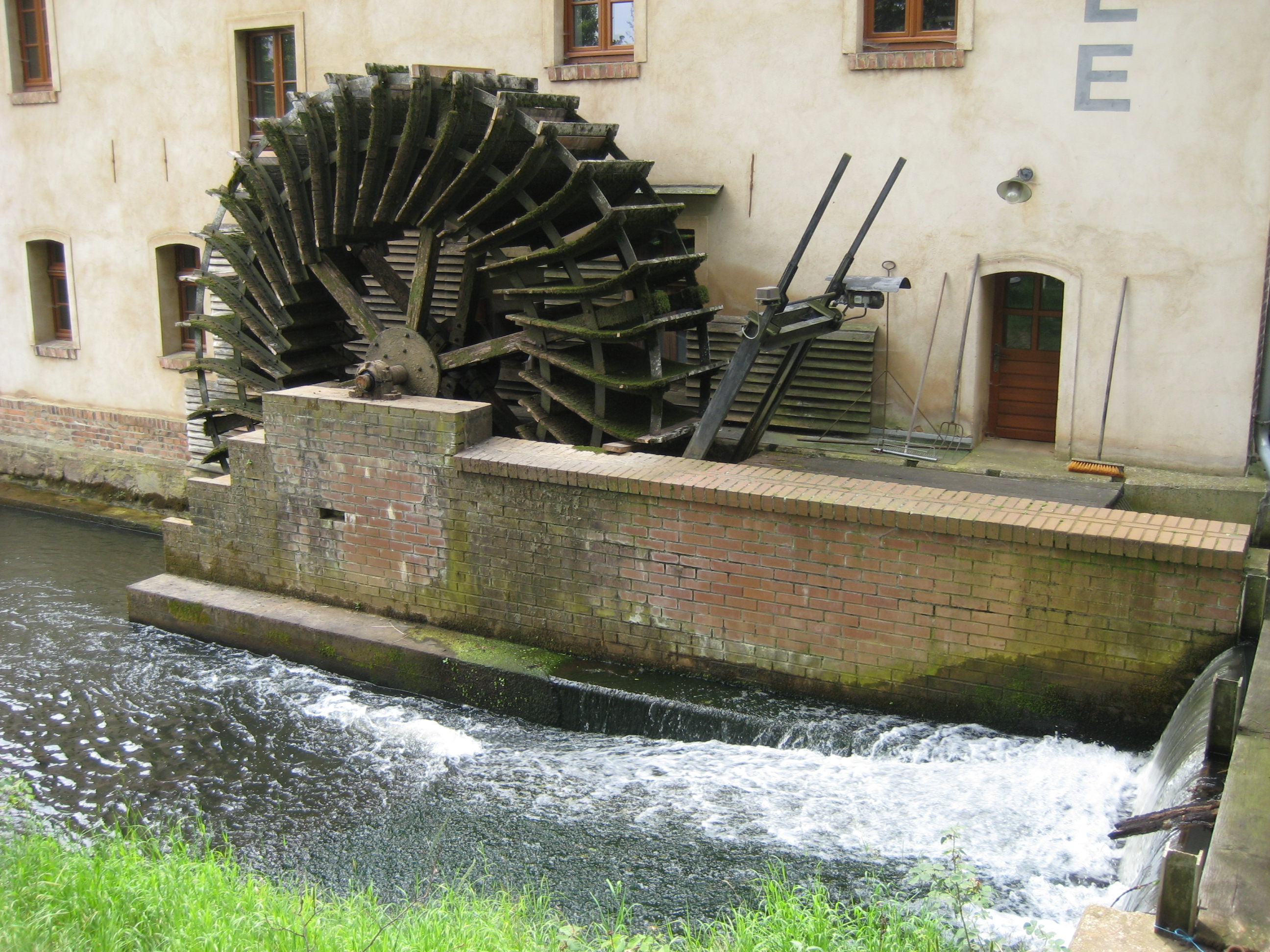
Wasserrad

## Mühlengebäude und wasserbauliche Anlagen
Die Dammühle war um 1800 eine Doppelwassermühle. Die Mahlmühle stand auf dem rechten, südlichen Ufer der Dahme, die Sägemühle auf der gegenüberliegenden, nördlichen Uferseite. Die Sägemühle und die Mahlmühle brannten Anfang des 20. Jahrhunderts ab. Während die Sägemühle nicht wieder aufgebaut wurde, wurde die Mahlmühle 1905 als massiver Klinkerbau wieder aufgeführt. Vorher waren die beiden Mühlen wahrscheinlich kleinere Fachwerkgebäude. Ab 1905 wurde die Mühle auf Elektrobetrieb umgestellt. Ein Gasmotor versorgte die Mühlentechnik und das Dorf mit Strom. 1922 beantragte Mühlenbesitzer G. Miecke den Einbau einer Turbine, vermutlich einer neuen Francis-Turbine, die zur Unterstützung der Stromerzeugung eingesetzt wurde. Nachdem Ende der 1960er Jahre der Mühlenbetrieb eingestellt worden war verfiel die Mühlentechnik. Bei der Brückenerneuerung 1995/96 wurden die Mühlentechnik und die Turbine entfernt. Ein neues Zuppinger-Wasserrad  wurde eingebaut und auch zur Stromerzeugung genutzt. Von 1996 bis 1998 wurde das Mühlengebäude saniert und zu einem Restaurant und einer Pension umgebaut.

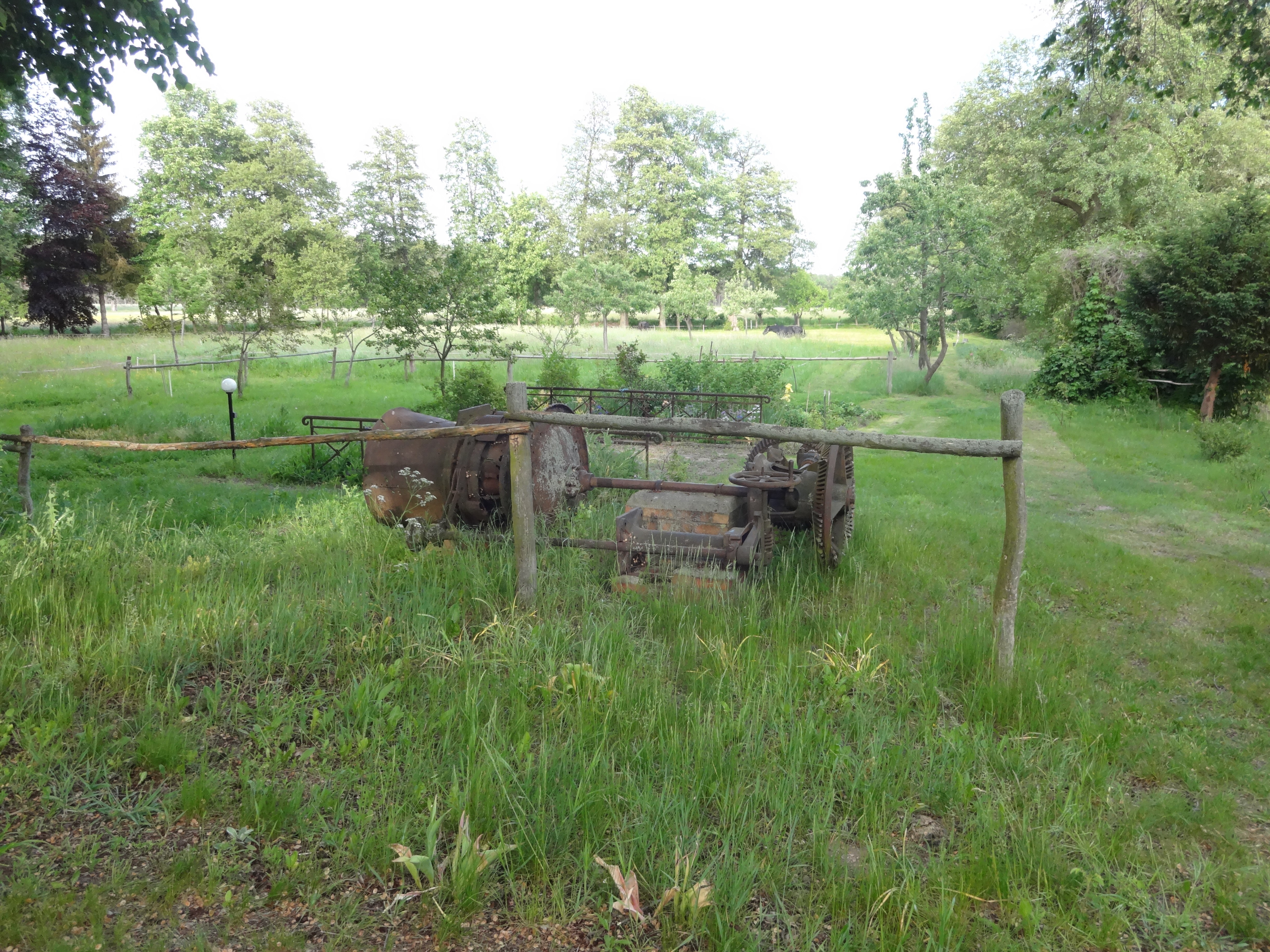
Alte Mühlentechnik auf dem Platz der ehemaligen Sägemühle am linken Ufer der Dahme

Die Dahme wird durch den Damm quer über das Dahmetal, über den auch die Straße führt, fast rechtwinklig umgeleitet und entlang des Dammes geführt, bevor sie bei der Dammühle erneut fast rechtwinklig unter der Straße hindurch in den Mühlenkanal geleitet wird. Der parallel zum Damm führende Abschnitt der Dahme verläuft aufgrund des Straßendamms und eines Walls zum Tal hin oberhalb des Niveaus des Tales und wird als Mühlenteich genutzt. Auf der Topographischen Karte 1:25.000 Blatt 4047 Golßen ist dieser Abschnitt der Dahme als Schweißgraben bezeichnet.